# كن مثلي
كن مثلي (بالإنجليزية: Be Like Me)‏ هي أغنية للمغني الأمريكي ليل بامب بالتعاون مع زميله مغني الراب الأمريكي ليل واين من الألبوم الثاني له بعنوان هارفرد دروب آوت لعام 2019. أُصدرت للتنزيل الرقمي والبث في 21 فبراير 2019، باعتبارها الأغنية السابعة للألبوم.
في فبراير 2019. كُتبت الأغنية بمشاركة المنتج CBMix، ويظهر فيها Lil Pump وهو ينتقد مغني الراب الذين ينسخون أسلوبه، بينما ينظر Lil Wayne إلى كيفية ولادة جيل منهم.